# Комсомольский (Богородский район)
Комсомо́льский — посёлок в Богородском районе Нижегородской области. Входит в состав Каменского сельсовета.

## Население
| 1999 | 2002 | 2010 |
| ---- | ---- | ---- |
| 198  | ↗488 | ↘181 |

### Национальный состав
Согласно результатам переписи 2002 года, в национальной структуре населения русские составляли 96 % из 488 чел.

## Улицы
- ул. Больничная,
- ул. Заречная,
- ул. Полевая.